# Arrest Zhu en Chen
Het arrest Zhu en Chen is een uitspraak van het Europees Hof van Justitie van 19 oktober 2004 (zaak C-200/02) inzake het verblijfsrecht.

## Casus en procesgang
Chen en haar echtgenoot, die de Chinese nationaliteit bezit, werken voor een Chinese onderneming die in China is gevestigd.
Hun eerste kind is in China geboren. Chen, die een tweede kind ter wereld wilde brengen, is in mei 2000 het grondgebied van het Verenigd Koninkrijk binnengekomen terwijl zij ongeveer zes maanden zwanger was. In juli van datzelfde jaar reisde zij naar Belfast, waar Catherine op 16 september daaraanvolgend is geboren. Daarna wonen moeder en dochter te Cardiff, Wales (Verenigd Koninkrijk).
Ingevolge Iers recht kan eenieder die in Ierland is geboren de Ierse nationaliteit verkrijgen, en is een in Ierland geboren persoon Iers onderdaan vanaf de geboorte als hij geen recht heeft op de nationaliteit van een ander land.
Overeenkomstig deze regeling heeft Catherine in september 2000 een Iers paspoort gekregen. Daarentegen blijkt uit de verwijzingsbeslissing dat Catherine niet de Britse nationaliteit kan verkrijgen, daar het Verenigd Koninkrijk met de British Nationality Act 1981 van het ius-solibeginsel is afgestapt, zodat geboorte op het grondgebied van deze lidstaat niet langer automatisch de Britse nationaliteit verleent.
De verwijzende rechterlijke instantie stelde — kort gezegd — de prejudiciële vragen of personen zoals Catherine en zoals Chen ingevolge het gemeenschapsrecht voor onbepaalde tijd op het grondgebied van de lidstaat van ontvangst mogen verblijven.

## Uitspraak Hof
Vast stond dat Chen de voornaamste verzorger was van Catherine. Verder, dat Catherine een ziektekostenverzekering had en over toereikende — door haar moeder ter beschikking gestelde — bestaansmiddelen beschikte om niet ten laste van het Verenigd Koninkrijk te hoeven komen. Van meet af aan verwierp het Hof de redenering dat de verplaatsing van Chen naar Noord-Ierland met als doel dat haar kind de nationaliteit van een andere lidstaat zou verkrijgen, een poging vormt om misbruik te maken van bepalingen van gemeenschapsrecht.
Ten aanzien van het verblijfsrecht van een persoon in de situatie van Catherine oordeelde het Hof

41. [...] dat artikel 18 EG en richtlijn 90/364, in omstandigheden als die in het hoofdgeding, de minderjarige van jonge leeftijd die onderdaan is van een lidstaat, die is gedekt door een passende ziektekostenverzekering en ten laste komt van een ouder die zelf onderdaan is van een derde staat en wiens bestaansmiddelen toereikend zijn om te voorkomen dat genoemde minderjarige ten laste komt van de overheidsfinanciën van de lidstaat van ontvangst, een recht verlenen om voor onbepaalde tijd op het grondgebied van deze laatste staat te verblijven.

Ten aanzien van het verblijfsrecht van een persoon in de situatie van Chen overwoog het Hof  "dat het genot van het verblijfsrecht door een kind van jonge leeftijd noodzakelijkerwijs impliceert dat dit kind het recht heeft om te worden begeleid door de persoon die er daadwerkelijk voor zorgt, en dientengevolge dat deze persoon gedurende dat verblijf bij het kind in de lidstaat van ontvangst kan wonen [...]." Het Hof oordeelde

47. [...] dat artikel 18 EG en richtlijn 90/364, in omstandigheden als die in het hoofdgeding, de minderjarige van jonge leeftijd die onderdaan is van een lidstaat, die is gedekt door een passende ziektekostenverzekering en ten laste komt van een ouder, die zelf onderdaan is van een derde staat en wiens bestaansmiddelen toereikend zijn om te voorkomen dat genoemde minderjarige ten laste komt van de overheidsfinanciën van de lidstaat van ontvangst, een recht verlenen om voor onbepaalde tijd op het grondgebied van deze laatste staat te verblijven. In dat geval geven deze zelfde bepalingen de ouder die daadwerkelijk voor die onderdaan zorgt het recht, met deze laatste in de lidstaat van ontvangst te verblijven.

## Betekenis (voor Nederland)
In de uitspraken ECLI:NL:RVS:2020:2258, ECLI:NL:RVS:2019:1679, ECLI:NL:RVS:2018:3076 en ECLI:NL:RVS:2013:1068 honoreerde de Afdeling bestuursrechtspraak van de Raad van State het beroep van de vreemdelingen op "Zhu en Chen". Beoordelingscriteria zijn de familierechtelijke relatie van de vreemdeling tot het kind, alsmede de vraag of hij beschikt over een passende ziektekostenverzekering en over toereikende bestaansmiddelen.
In ECLI:NL:RVS:2011:BR6665 was de vreemdeling geen familielid van een Unieburger.
In ECLI:NL:RVS:2013:BZ2316 is het hoger beroep ongegrond verklaard mede omdat de vreemdeling niet aannemelijk had gemaakt dat hij beschikte over vaste en regelmatige inkomsten.